# Battlefield Earth – Kampf um die Erde

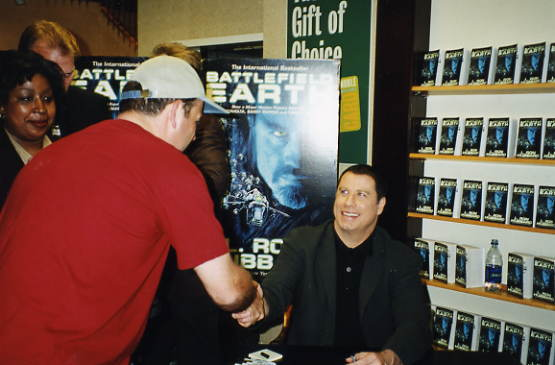
John Travolta auf einer Promotion-Veranstaltung zum Film Battlefield Earth – Kampf um die Erde

Battlefield Earth – Kampf um die Erde (Originaltitel: Battlefield Earth: A Saga of the Year 3000) ist ein US-amerikanischer Film aus dem Jahr 2000 nach der Romanvorlage Kampf um die Erde des Scientology-Gründers L. Ron Hubbard. Regie führte Roger Christian, produziert wurde der Film unter anderem von John Travolta, der auch eine der Hauptrollen spielte.
Der Film wurde von Kritikern als einer der schlechtesten Filme aller Zeiten eingestuft und gilt als einer der größten Flops der Filmgeschichte. Die überhöhte Angabe des Budgets führte zu einem umfangreichen gerichtlichen Nachspiel.

## Handlung
Die Erde ist im Jahr 3000 von Außerirdischen vom Planeten Psychlo beherrscht, die vor fast 1000 Jahren in nur neun Minuten den gesamten Planeten erobert und einen großen Teil der Menschheit versklavt haben. Der Rest, nur noch mit kümmerlicher Bildung, haust weit verstreut in primitiven Siedlungen und Gemeinschaften fernab jeglicher Zivilisation. Der junge Jonnie Goodboy Tyler macht sich von einer solchen Siedlung in den Rocky Mountains auf den Weg, die Wahrheit über die inzwischen als Dämonen mystifizierten Aliens herauszufinden. Er und sein Begleiter Carlo werden von den Aliens in einer zerfallenen Stadt gefangen genommen. Sie werden in eine Basis der Aliens gebracht, in der bereits viele andere Menschen eingesperrt sind, die dort als Arbeitssklaven ihr Dasein fristen.
Terl, der Sicherheitschef der Psychlos, einer Rasse von professionellen Eroberern, Ausbeutern und Plünderern, wurde auf die Erde strafversetzt und will sich von dort wieder freikaufen, indem er Goldvorräte in einem für die Aliens verseuchten Gebiet der Erde heimlich von den Sklaven ausbeuten lässt. Aufgrund Tylers häufiger Fluchtversuche erkennt er dessen Intelligenz und will ihn zum Vorarbeiter machen. Er verschafft ihm mit einer Schnelllernmaschine eine breit gefächerte Bildung und stellt ihm eine Mannschaft sowie ein Fluggerät zur Seite, um effektiv und schnell Gold abzubauen.
Doch Tyler plant mit seinem neuen Wissen einen Aufstand gegen die Psychlos und sammelt das Gold einfach heimlich in Fort Knox, anstatt es mühsam in den radioaktiv verseuchten Bergen abzubauen. Tyler und seine Gefolgsmänner finden zudem eine Untergrund-Militärbasis mit Waffen, noch funktionstüchtigen Kampfjets und Atombomben. Sie nutzen die gewonnene Zeit, um mit Hilfe von Flugsimulatoren den Luftkampf zu trainieren.
Schließlich greifen die Rebellen die Basis der Außerirdischen an, befreien und bewaffnen dort die Menschen und zerstören nach einem langen Kampf auch die gläserne, robuste Kuppel über ihnen in Denver und töten damit die meisten Psychlos, die in der Erdatmosphäre nicht atmen können. Tylers Gruppe kann ein Teleportationsgerät der Außerirdischen nutzen, das herbeigerufene Truppen zur Niederschlagung des Aufstands vom Heimatplaneten senden will, und befördert damit kurz vorher stattdessen eine Atombombe nach Psychlo, die dort die komplette Atmosphäre in Brand setzt und so den Planeten auslöscht.
Terl überlebt und wird von den Menschen lebend gefangengehalten, um eine wertvolle Geisel zu haben, falls die Außerirdischen von einer ihrer vielen unbekannten Basen zurückschlagen sollten. Terl ist wertvoll, da er eine große Schuld an der Zerstörung Psychlos trägt. Sein Stellvertreter Ker läuft zu den Menschen über und lehrt sie die Psychlotechnologie.

## Produktion
Battlefield Earth ist die erste Verfilmung eines Hubbard-Romans. Schon bald nach dessen Veröffentlichung 1982 machte L. Ron Hubbard Pläne öffentlich, das Buch verfilmen zu wollen. Im Oktober 1983 verkaufte die Scientology-nahe Literaturagentur Author Services Inc. die Filmrechte an Salem Productions, die den Stoff in zwei Teilen zu je 15 Millionen Dollar Budget verfilmen wollte. Trotz fortgeschrittener Vorbereitungsmaßnahmen wurde das Projekt nie realisiert.
Parallel plante auf Hubbards Bestreben hin auch der Scientologe John Travolta eine Verfilmung des Buches, fand jedoch keine Unterstützung bei den großen Studios. Erst durch seinen Erfolg mit Pulp Fiction konnte er seinen Einfluss vergrößern und Mitstreiter gewinnen.
Nachdem die Filmrechte zunächst an Metro-Goldwyn-Mayer verkauft worden waren, unterzeichnete Travoltas langjähriger Manager Jonathan Krane 1997 einen Vertrag mit 20th Century Fox. Aber auch dieser Deal scheiterte letztlich, da beide Studios Bedenken gegenüber dem riskanten Projekt hatten, das aufgrund seiner massiven Abhängigkeit von Spezialeffekten teuer zu werden drohte, während Hubbards Erzählweise als naiv und veraltet galt und seine Scientology-Zugehörigkeit als Negativfaktor angesehen wurde.
1998 wurde das Projekt von Franchise Pictures übernommen, deren CEO Elie Samaha sich darauf spezialisiert hatte, von größeren Studios zurückgewiesene Wunschprojekte renommierter Schauspieler zu reduzierten Kosten zu produzieren. Travolta wurde bei verminderter Gage als Mitproduzent engagiert und steuerte fünf Millionen Dollar seines eigenen Vermögens zum Budget bei.
Der Film wurde als Independent-Produktion für Morgan Creek Productions ausgelegt, die ihn aufgrund eines bestehenden Distributionsvertrags über Warner Bros. in den USA vertrieben.
Warner Bros. stellte Schätzungen zufolge 20 Millionen Dollar Marketingbudget zur Verfügung.
Franchise Pictures behielt die internationalen Vertriebsrechte und vergab die europäischen Rechte im Austausch für 47 % der Produktionskosten, die mit 75 Millionen Dollar ausgewiesen wurden, an die Intertainment AG aus Ismaning. Dieses Abkommen wurde später Gegenstand eines Gerichtsverfahrens, in dessen Zuge Franchise Pictures bankrottging.
Travolta und Krane übernahmen die Suche nach Besetzung und Stab und versuchten zunächst, Quentin Tarantino als Regisseur zu gewinnen. Als dieser ablehnte, wurde Roger Christian engagiert, der 1977 einen Oscar als Art Director für Krieg der Sterne erhalten hatte und später Second-Unit-Regisseur für Star Wars: Episode I – Die dunkle Bedrohung war.
Travolta selbst sah sich ursprünglich in der Rolle des Tyler, fühlte sich für die Heldenrolle aber schließlich zu alt und übernahm den Bösewicht Terl.
Drehorte waren Montreal und Orte in Québec.

## Kritiken

### Scientology-Kontroverse
Im Vorfeld der Veröffentlichung des Films wurde über mögliche subliminale Botschaften spekuliert, die Scientology-Gedankengut verbreiten könnten.
Warner Bros. wies diese Vermutungen als „albernen Unsinn“ zurück, Scientology nannte sie „Quatsch“. Ein Sprecher der Bewegung bezeichnete die Parallelen zwischen Filmhintergrund und Scientologys Glaubensinhalten als äußerst vage: „Um diesen Vergleich zu ziehen, müsste man einige erhebliche logische Sprünge machen.“ Auch John Travolta erklärte, dass der Film nicht durch die Lehren Scientologys inspiriert sei.

### Rezeption
Der Film wurde von der Kritik nahezu einhellig abgelehnt. So führte Paul Clinton (CNN) an, dass der Film von Anfang an Travoltas Baby gewesen, aber „kein hübsches Baby“ sei, und dass dessen Versuch, ein episches Meisterwerk zu erschaffen, in fast jedem Aspekt scheiterte. Dafür mache der Film seine „Mängel an einfacher Logik mit seinem sichtlich unbeabsichtigten, kitschigen Humor wett“.
Leonard Maltin bemängelte, dass „plumpe Handlung, deplatzierte Satire, unglaubhafte Zufälle und eine bleierne Gangart Travoltas bizarre, aber amüsante Performance zertrampeln.“
Jonathan Ross fand im Daily Mirror schlichtweg „alles an Battlefield Earth scheiße“, insbesondere die Musik, die Dialoge und die Spezialeffekte; ebenso kritisierte er „den Anfang, die Mitte und besonders das Ende“.
Das Lexikon des internationalen Films urteilte: „Ein eindimensionaler Science-Fiction-Film, der unter den dramaturgischen Defekten des Drehbuchs und dem Unvermögen seines Regisseurs zu leiden hat“ und hielt ihn für einen „Film, den man schnell vergessen könnte, wenn nicht die alberne Aufmachung der Aliens in Erinnerung bliebe, die wie übel gelaunte Reggae-Fans aussehen.“
Laut James Berardinelli mache Battlefield Earth Filme wie Supernova und Sphere – Die Macht aus dem All zu Musterbeispielen der Stimmigkeit und sei „komplett langweilig“.
Roger Ebert von der Chicago Sun-Times verglich den Film mit einer „Busfahrt mit jemandem, der seit langer Zeit ein Bad benötigt“. Er sei nicht bloß schlecht, er sei bösartig unangenehm.
Thomas Brendel vom deutschen Online-Kritikermagazin moviemaze schrieb, der Film stolpere von einer lachhaften Peinlichkeit in die nächste und lasse den Zuschauer schließlich verärgert zurück. Er fragte sich ebenfalls, „was im Gehirn des Regisseurs vorgegangen sein muss, um solch einen kruden Film abzugeben“.

### Auszeichnungen
- Dallas-Fort Worth Film Critics Association Awards 2001: „Schlechtester Film“
- Goldene Himbeere 2001: Battlefield Earth wurde in sieben Kategorien insgesamt acht Mal für den Negativpreis der Golden Raspberry Award Foundation nominiert und erhielt ihn in all diesen. Damit war Battlefield Earth zum damaligen Zeitpunkt zusammen mit Showgirls der Film, der die meisten Goldenen Himbeeren erhalten hatte.[2]
  - Schlechtester Film
  - Schlechtester Schauspieler (John Travolta, für Battlefield Earth und Lucky Numbers zusammen)
  - Schlechtester Nebendarsteller (Barry Pepper, nominiert war außerdem Forest Whitaker)
  - Schlechteste Nebendarstellerin (Kelly Preston)
  - Schlechteste Filmpaarung (Travolta mit „jedem, der mit ihm zu sehen ist“)
  - Schlechteste Regie (Roger Christian)
  - Schlechtestes Drehbuch (Corey Mandell und J. D. Shapiro)
- 2005 erhielt der Film anlässlich des 25-jährigen Jubiläums der Golden Raspberry Award Foundation von dieser zusätzlich die Auszeichnung zum „schlechtesten Drama unserer ersten 25 Jahre“.[26] Diese mitgerechnet, war Battlefield Earth erneut Rekordhalter der meisten Goldenen Himbeeren, zusammen mit Ich weiß, wer mich getötet hat, der in einer Verleihung acht Auszeichnungen bekommen hat.[27]
- 2010 waren der Film und John Travolta erneut für die Goldenen Himbeeren zum „schlechtesten Film des Jahrzehnts“ bzw. „schlechtesten Schauspieler des Jahrzehnts“ nominiert.[28] Der Film erhielt schließlich die Auszeichnung zum schlechtesten Film des Jahrzehnts.[29]

## Einspielergebnis
Der Film brachte Schätzungen zufolge an den US-Kinokassen bei etwas weniger als vier Millionen Zuschauern rund 21 Millionen Dollar und im Rest der Welt acht Millionen Dollar ein. Den Angaben von John Travolta zufolge hat der Film mit Kino-Tickets, DVD-Verkauf und Pay-per-view-Rechten insgesamt 100 Millionen Dollar eingespielt.
Im deutschen Sprachraum kam der Film entgegen ursprünglichen Plänen nicht in die Kinos und wurde, synchronisiert von Thomas Danneberg, Tobias Meister, Gerrit Schmidt-Foß, Ulrike Stürzbecher, Boris Tessmann, Bernd Vollbrecht und anderen, erst am 20. Juli 2001 auf dem Videomarkt veröffentlicht. In den restlichen Ländern Europas sahen knapp 900.000 Kinobesucher den Film, davon rund 8.000 in der Schweiz.
Der Film ist wesentlich kürzer als der Roman und deckt nur 436 der insgesamt 1050 Seiten ab. Die Beteiligung von Pepper und Krane an einer geplanten Fortsetzung war bereits in deren Verträgen zum ersten Teil festgeschrieben und Mandell mit einem neuen Drehbuch beauftragt. Jedoch erklärte Travolta 2001 in einem Interview, dass es keine Fortsetzung geben werde.

## Budgetbetrug
Im Dezember 2000 verklagte die Intertainment AG die Produktionsgesellschaft Franchise Pictures, deren CEO Elie Samaha und den auch als Executive Producer des Films tätigen Franchise-COO Andrew Stevens sowie mehrere Tochterfirmen, weil diese das Budget mehrerer Filme, darunter Battlefield Earth, Keine halben Sachen und Get Carter – Die Wahrheit tut weh, in betrügerischer Absicht wesentlich zu hoch angegeben haben sollen, um sich eine höhere Beteiligungssumme von Intertainment zu erschleichen. Der Fall wurde im Juni 2004 vor einem Bundesgericht in Santa Ana verhandelt, das nach Einsicht der Kontenbelege von Franchise Pictures zu dem Schluss kam, dass die tatsächlichen Produktionskosten für Battlefield Earth lediglich 44 statt der angegebenen 75 Millionen Dollar betragen haben, Intertainment also etwa 80 % statt wie abgemacht 47 % des Films finanziert hatte. Der Intertainment-Chef Rüdiger „Barry“ Baeres erklärte vor Gericht, dass er Battlefield Earth nur deswegen mitfinanziert hatte, weil es Teil eines Paket-Deals war, der unter anderem auch Wesley Snipes’ The Art of War und Bruce Willis’ Keine halben Sachen beinhaltete.
Intertainment gewann den Prozess und bekam 77,1 Millionen Dollar Schadensersatz zugesprochen, die HypoVereinsbank weitere etwa 40 Millionen Dollar. Samaha wurde persönlich für den Schaden verantwortlich gemacht und zu einer Strafzahlung von zusätzlichen vier Millionen Dollar verurteilt. Die 17 weiteren beklagten Parteien mussten 25 Millionen Dollar Punitive damages zahlen. Intertainments Antrag auf eine Behandlung unter dem Racketeer Influenced and Corrupt Organizations Act, der die Schadensersatzsumme verdreifacht hätte, wurde hingegen abgewiesen.
Mit 15,6 Millionen Dollar Zinsen, für die alle Beklagten ebenso wie für den Schadensersatz gesamtschuldnerisch haften, summieren sich die Ansprüche von Intertainment auf 121,7 Millionen Dollar. Unmittelbar nach der Verkündung des Urteils beantragten Franchise Pictures und nahezu alle im Rahmen des Verfahrens verurteilten Tochtergesellschaften Konkurs.